# 愛来
愛来（あいら、2002年12月8日 - ）は、日本のアイドル、歌手、タレント、女優である。アイドルグループAMEFURASSHI、アイドルユニットあいらもえかのメンバーでもある。
みにちあ☆ベアーズ、KAGAJO☆4S、3B Junior、奥澤村及び浪江女子発組合元メンバー。
出身は東京都西東京市。スターダストプロモーション所属。

## 人物
公式愛称は「あーちゃん」、「あいら」 。10代の頃は「ねぇさん」とも呼ばれていた。「ねぇさん」の由来は、みにちあ☆ベアーズに後から加入した為、最初は「新人さん」と呼ばれていたが、新しいメンバーが加入した際に「お姉さんになったね」と言われ、そこから「ねぇさん」と呼ばれるようになった。ただ大人数アイドルグループであった3B Juniorを卒業し、AMEFURASSHIメンバーとなり成人した時点で、後輩メンバーもほぼいなくなったので「ねぇさん」と呼ばれることは殆どなく、芸名どおり「あいら」と呼ばれることが多い。
趣味は、音楽を聴く、食べること、映画鑑賞、ドラマを見ること。特技は、スノーボード、変顔、ダンス、ピアノ。あいらもえかの活動を通してギターも弾けるようになった。習い事や部活動歴は、ピアノ（5歳 - ）、料理＆手芸クラブ、パソコンクラブ。
愛犬が2匹おり、ミニチュアダックスフントのバニーと、チワワとダックスフントのミックスであるチワックスのサミーがブログにも時折登場する。サファイアブルーハムスターのぽっくんも家族のひとりである。映画『マリと子犬の物語』、書籍『天国犬への手紙』を小学生の頃に印象に残っている作品として挙げている。
小さい頃の夢はパティシエやケーキ屋さんであった。KAGAJO☆4S時代のブログでも将来の夢に「ケーキ屋さん」と挙げている。小学校では料理＆手芸クラブに入り、お菓子やデザートを作るのが得意とし、母の料理の手伝いもよくしていた。3B junior時代はレッスン前にカップケーキを作ってメンバーにあげることがあり「おいしい」と褒めてもらえたエピソードがある。
駆け足が速く、運動会でも好成績を収めている。学校でのソフトボール投げは女子で1位だった。2023年10月9日、京セラドーム大阪で行われたプロ野球オリックス・バファローズ公式戦の特別始球式にAMEFURASSHIとして登場。4人を代表してマウンドに上がり、ノーバウンドど真ん中ストライク投球を披露した。構えたキャッチャーミットをほぼ動かさずに捕球した石川亮捕手は、正確なコントロールに驚きのあまり口を大きく開けたまま「信じられない」といった表情を見せた（奇跡の一球）。
座右の銘は「夢は逃げない。逃げるのはいつも人だ。」。夢を叶える秘訣について「何があっても諦めないこと」、「夢を追っているとぶち当たる壁もある（略）でもそこが踏ん張り時」、「諦めずに頑張っていれば夢に一歩近づけると私は信じています！」と熱く語っている。
事務所の先輩であるももいろクローバーZの高城れにが愛来を含めたSTARDUST PLANETの後輩アイドル達に向けて「上ばっかり見ないで前も見てね」と言ったことがある。サラッと言われた言葉であったが「ずっとももクロの背中を見て焦っていたころの私にはすごく刺さった」、「目の前のことができていないのに上に行けるわけがないので、この言葉はずっと心に留めて活動しています。」と愛来は語っている。
尊敬している人物はももいろクローバーZの百田夏菜子。愛来は百田について、「好きを通り越して存在自体に憧れています。アイドルとしてだけでなく女優としても活躍しているし、人柄も大好きです。」と語っている。

### モデルとして
小学生の頃にテレビ番組『ピラメキーノ』、『キャサリン三世』に女子小学生モデルとして出演。さが美きもの文化学苑 藤沢教室主催「きものファッションショー」にも参加した。
2021年6月にアパレルブランド「WIND AND SEA」のモデルを飾ると、2022年からはマイナビ進学モデルとしてCMなどに出演を開始。マイム「卒業袴カタログ」、「OLIVE des OLIVE」AWイメージモデル、XEBIO×アディダス 2022F/W 「WHICH IS YOUR STYLE？」 のキャンペーンモデル、アパレルブランド“REDYAZEL”のモデルを務める。
2022年からTikTokで「令和版奇跡の1枚」として注目を集め、「Rakuten GirlsAward 2022 SPRING/SUMMER」にTikTok コラボイベント「#私の推しをガルアワに」受賞者として出演。2023年8月にはIDOL RUNWAY COLLECTION Supported by TGC「TikTok STAGE」に出演した。2023年7月31日発売のPlatinum FLASHにフレッシュグラビアが掲載された。

### タレントとして
2012年にテレビCM「バンダイ プリキュアチョコ イチゴボール」、「日本マクドナルド ハッピーセット 「スマイルプリキュア!」」に出演。
2016年8月1日の「GIRLS FACTORY 16 DAY3」にてMC南明奈のアシスタントを務め、2017年10月26日からはフジテレビNEXT『清塚信也のガチンコスターダストプラネット』のMCに抜擢される。2018年11月にスタートした『アメフラっシ熱い魂の公開げいこ』では多彩な講師から様々なスキルを学んでいる。
2020年4月から2025年3月まで『めざましテレビ』（フジテレビ系列）のイマドキガールを務めた。
2021年秋、UHA味覚糖「特濃ミルク8.2」テレビCMに出演。2022年からは「TOKIUMインボイス」のテレビCMに出演している。
2023年4月に東京・ららぽーと豊洲で行われたAMEFURASSHIのフリーライブでファンが撮影した愛来の写真やダンス動画が「令和版 奇跡の1枚」としてTikTokで拡散され、1週間たたずして300万回再生を突破するバズを起こして以降、地上波のゴールデンタイムの番組への出演が見られるようになった。同年5月には『平成令和ヒット曲を100人が熱唱！オールスター合唱バトル』（フジテレビ）、8月には『オオカミ少年「ハマダ歌謡祭」』（TBS）に初出演した。
『オオカミ少年「ハマダ歌謡祭」』にて愛来と共演したお笑いコンビ霜降り明星のせいやは霜降り明星のYouTubeチャンネル（しもふりチューブ）にて2023年9月29日に公開された動画「【業界注目】先見の明を持つせいやが次くる女性タレント3人を発表します【霜降り明星】」の中で愛来を次にブレイクする女性タレント3人の中の1人に挙げていた。

### 俳優として
2014年11月、映画『グレイトフルデッド』に主人公・冴島ナミの少女時代 役として出演した。
2018年5月からサムライ・ロック・オーケストラ主催『マッスルファンタジー オズの魔法使い』に出演し、ドロシー 役として2019年3月まで全国各地14公演に出演した。
2019年8月に明治座で行われた舞台『ももクロ一座特別公演』に見習い女中 役で出演、2020年3月の舞台 五反田タイガー7th Stage『WORKERANTSと働かないアリ』（全8公演）に女郎蜘蛛 パーシー 役として出演、2021年7月にこくみん共済coopホール/スペースゼロで行われた舞台 劇団TEAM-ODAC第36回公演【15周年記念公演】『浦安鉄筋家族 〜子ども大戦争〜』に菊池あかね 役として出演した。
2020年9月9日、オンライン配信のリーディング公演 『さよならの幕開け』に安藤真子 役で出演、翌2021年の10月には舞台公演の『さよならの幕開け』に安藤真子 役で出演した。
共演したい女性俳優に、新木優子、桐谷美玲、石原さとみを挙げている。

### 歌とダンス
もともと音楽が好きで、5歳からピアノを習っており、小さい時はアメリカの映画『ハイスクール・ミュージカル』が好きで、ヒロインのセリフを真似して歌って踊ったりしていた。
2016年4月から3B juniorの歌唱力を鍛え上げるフジテレビNEXTの番組『清塚信也のガチンコ3B junior』に出演を開始。同年7月14日放送の同番組内（#4）で選抜ユニット「ガチンコ3」のメンバーに選ばれる。ガチンコ3のメンバーとして歌うだけでなく、ピアノやギターを演奏したり、作詞や作曲にも挑戦した。「番組が始まって（いろいろなことに）挑戦して、どんどん歌うのが楽しくなり、練習にも力を入れるようになった」と語る。2018年からは鈴木萌花とのユニット「あいらもえか」としても活動している。
2023年にはフジテレビ『オールスター合唱バトル』（2023年5月14日初回出演）、TBS『オオカミ少年「ハマダ歌謡祭」』（2023年8月25日初回出演）で歌唱を披露している。
ダンスは、もともと得意ではなく、先生に「へにょへにょ愛来」と呼ばれていた頃もあったが、佐々木彩夏（ももいろクローバーZ）のバックダンサーを務めたのがきっかけで楽しさを知り、練習すればするほど分かりやすく上達するので、その過程が楽しくて好きになったという。
憧れているBLACKPINKのLISAをパフォーマンスの参考にしている。ダンスでは、大きく動くことや止まったときのシルエット・手の軌道などにこだわりをもち、キレだけでなく、自分の強みである「しなやかさ」も出せるようなダンスを目指している。
ももいろクローバーZや佐々木彩夏（ももいろクローバーZ）のライブでバックダンサーを務めることがある。
2023年1月の「スタプラアイドルフェスティバル〜今宵、シンデレラグループが決まる〜」では「オリジナルダンスチャレンジ」種目で優勝した。
2023年4月から5月にかけてPSY「That That (prod. & feat. SUGA of BTS）」のカバーダンス動画がTikTokで話題となった。

### アイドルとして、AMEFURASSHIメンバーとして
みにちあ☆ベアーズ（2011年 - 2014年）、KAGAJO☆4S（2012年 - 2013年）、3B junior（奥澤村 2014年 - 2018年）、ガチンコ3（2016年 - 2019年）、あいらもえか（2018年 - ）、AMEFURASSHI（アメフラっシ、2018年 - ）、浪江女子発組合（2019年 - 2023年）も参照。
2011年8月、スターダストプロモーションの小中学生女子ジュニアアイドルチアグループである「みにちあ☆ベアーズ」に加入。
ももクロ女祭りのライブ演出として高城れにの幼少期役を演じることがあった。その動画の撮影日に初めてももいろクローバーZと会い、うれしすぎて号泣したという。みにちあ☆ベアーズでは小学生の頃から体格の良さを活かしてスタンツをほぼ下でメンバーを支える役を担当したり、公開リハーサルを下から2番目の年齢で仕切ることもあり、この時期からすでに裏ボス感を醸し出していた。2012年9月から2013年3月までは「KAGAJO☆4S」（第一期）のメンバーとしても活動。
2014年3月9日をもって「みにちあ☆ベアーズ」は解散した。4年後の2018年7月に開催された夏Sで、1日限定復活して『みにちあ応援歌』を披露した。
2014年3月15日・16日、国立競技場で行われた「ももクロ春の一大事2014 国立競技場大会 〜NEVER ENDING ADVENTURE 夢の向こうへ〜」にバックダンサーとして出演。この日が3B junior初お披露目となった。2014年11月からアイドルグループの「3B junior」は本格的な活動を開始した。
2014年11月29日、高城れにプロデュースの3B junior内の4人組ユニット「奥澤村」を奥澤レイナ、中村優、永山真愛と結成。キャッチコピーは「おしゃべり大好き頼れない副村長」。（2018年10月7日「奥澤村」活動終了。）
2018年11月3日、この日をもって活動を終了する3B juniorから細胞分裂した新しいアイドルグループ「アメフラっシ」（2021年11月19日に「AMEFURASSHI」表記に変更）のメンバーとなる。
2019年11月24日、福島県浪江町で行われた「復興なみえ町十日市祭」にて初お披露目された、浪江町を中心に活動するアイドルグループ「浪江女子発組合」のメンバーとしても活動を開始した。（2023年11月11日「浪江女子発組合」卒業。）
2020年4月よりフジテレビ『めざましテレビ』のイマドキガールに就任。イマドキガールとしてめざましジャンケンに出演する際には、アメフラっシのメンバーが起きて一緒にじゃんけんをしてくれるという。
2020年6月23日付のインタビュー記事の中で愛来は「個々の活動で得たものは、すべてアメフラっシに持って帰りたい！」と語っている。
2023年4月、東京・ららぽーと豊洲で行われたAMEFURASSHIのフリーライブでファンが撮影した愛来の写真やダンス動画が「令和版 奇跡の1枚」としてTikTokで拡散され、1週間たたずして300万回再生を突破するバズを起こした。

## 略歴

### 2011年
- 8月13日、スターダストプロモーションに入所。
- 8月、スターダストプロモーションの小中学生女子ジュニアアイドルチアグループである「みにちあ☆ベアーズ」に加入。
- 8月27日・28日、「TOKYO IDOL FESTIVAL 2011 Eco & Smile」（お台場青海特設会場）にてGREEATING SQUARE（特典会）のみ参加。
- 9月15日、チバテレビ『Girls Pop'n Party』公開収録ライブ（新宿BLAZE）にて「みにちあ✩ベアーズ」の一員としてライブステージデビュー。

### 2012年
- 9月、 松尾寧夏、赤谷玲菜、奥澤レイナと共にKAGAJO☆4S結成[33]。
- 10月5日、自身出演CM「日本マクドナルド ハッピーセット 「スマイルプリキュア!」」放映開始。
- 12月8日、さが美きもの文化学苑　藤沢教室主催「きものファッションショー」に参加[34]。

### 2013年
- 9月7日、ももいろクローバーZがゲスト出演した富士スピードウェイ「SUPER GT　第6戦　予選」にて「みにちあ✩ベアーズ」としてイベント出演。
- 9月14日、「スタダ芸能3部祭り In 銀座!」（銀座山野楽器本店）でのイベント中の1部と2部の間に謎の短いブログを投稿[注 3]。
- 10月7日、『夕刊フジ』（産経新聞社）に掲載。
- 12月28日、「目指せ東京ドーム!! 頑張れ! みにちあ✩ベアーズ vol.49&50」（AKIBAカルチャーズ劇場）にて3度目の結成となる私立恵比寿小学校が「放課後下駄箱ロッケンロールMX」を披露。同日、スターダストプロモーション芸能3部再編。

### 2014年
- 1月2日、「みにちあ✩ベアーズ」オフィシャルブログ「レッツゴー! ベアーズ!!」に最後のブログ[注 4] を投稿。
- 2月1日、「目指せ東京ドーム!! 頑張れ! みにちあ✩ベアーズ vol.53」（AKIBAカルチャーズ劇場』）にて「みにちあ✩ベアーズ」が同年3月9日をもっての解散を発表。
- 3月9日、「みにちあ☆ベアーズ最後の応援歌! 今までありがとう!! ～セミファイナル&ファイナル～」（東放学園studioDee）にて「みにちあ☆ベアーズ」が解散。
- 3月15日・16日、国立競技場で行われた「ももクロ春の一大事2014 国立競技場大会 ～NEVER ENDING ADVENTURE 夢の向こうへ～」にバックダンサーとして出演。この日、3B junior初お披露目となった。
- 11月1日、映画『グレイトフルデッド』公開。主人公冴島ナミの少女時代役として出演[25]。
- 11月7日、3B juniorオフィシャルブログ開設[35]。
- 11月29日、奥澤レイナ、中村優、永山真愛と共にももいろクローバーZ高城れにプロデュースの3B junior内ユニット「奥澤村」結成。

### 2015年
- 1月8日、スターダストプロモーション芸能3部による、ふじいとヨメの7日間戦争にて、3B junior初となる単独公演となる「俺の3B junior in 日本青年館（スタート）」に出演。
- 1月11日、ふじいとヨメの七日間戦争「俺のザ・ベストテン」に奥澤村として出演[36]。
- 1月25日、3B junior初の冠番組である、『3B junior の星くず商事』（BS朝日）にレギュラーとして出演開始。
- 4月4日・5日、3B juniorとして、「ももクロどんたく 2015 春 ～劇空間プロライブ～」に、オープニングアクトとして出演。
- 8月14日、3B junior初の単独ホールコンサートである「3B junior 浅草大歌謡ショー」（浅草公会堂にて開催）に出演[37]。
- 12月6日、3B junior 第13回定期公演[38]。西野カナの「トリセツ」を披露。
- 12月27日、3B junior初のクリスマスコンサートである「3B junior季節はずれのX'mas party」を開催[39]。

### 2016年
- 3月9日、高城れにソロコンサート「さくさく夢楽咲喜共和国 ～笑う門にはノフ来る～」に奥澤村として出演[40][9]。
- 8月1日、「GIRLS FACTORY 16 DAY3」にて3B junior、ガチンコ3として出演。さらにはMCの南明奈のアシスタントを務める[41][42][43]。
- 8月25日、フジテレビNEXTにて放送された『あたしの音楽』にガチンコ3のメンバーとして出演。披露した「夢」「無題（仮）」の2曲は、放送終了後より音楽配信サイトmusic.jpにて無料配信される[44]。
- 9月19日、横浜アリーナで行われた「佐々木彩夏ソロコンサート「AYAKA NATION 2016 in 横浜アリーナ」」にて、バックダンサーとして出演[45]。
- 11月13日、横浜アリーナにて行われた「TEAM SYACHIHOKO THE LIVE ROAD to 笠寺 colors at 横浜アリーナ」に、3B juniorとしてバックダンサーとして出演[46]。
- 12月31日、神奈川県・パシフィコ横浜にて開催された「ゆく桃くる桃へのカウントダウンコンサート 第1部「ガチンコ3 サロンコンサート「ガチンコ3の0」パシフィコ横浜 国立大ホール マリンロビー」にガチンコ3のメンバーとして出演[47]。

### 2017年
- 1月22日、よみうりランド日テレランランホールにて開催された｢3B junior第22回定例公演｣にて、1部12月生まれのメンバーソロメドレーでaikoの｢カブトムシ｣を披露[48]。
- 3月30日、銀座ヤマハホールにて「ガチンコ3初単独コンサート「ガチンコ3の1」」ガチンコ3として出演[49][50]。
- 7月15日、Zepp Tokyoにて開催された「GIRLS’FACTORY NEXT」DAY2（フジテレビNEXT）第一部、ガチンコ3コンサート「ガチンコ４の２」に出演、全21曲を生放送で披露。「あなたが生まれた日」「未来ノート」「17歳のブルー」「大好き 君が」「1人じゃ」を初披露[51][52]。
- 8月14日、Zepp Tokyoにて「第76夜 特別篇｢GIRLS'FOLKTORY17｣」ガチンコ3として出演。opening actとして｢１人じゃ｣、「わたし髪を切ったの」、｢Sigh of love｣披露。本編でもガチンコ3として｢青春が勿体ない｣、｢絶対彼女(大森靖子)｣、｢draw (A) drow(大森靖子)｣披露。かなこちゃんず(百田夏菜子、坂本遥奈、清井咲希、根岸可蓮、希山愛、上田理子、西垣有彩、雨宮かのん、愛来)として｢イマジネーション(ももいろクローバーZ)｣披露。ALL CASTで｢走れ！(ももいろクローバーZ)｣、｢SWEAT & TEARS(THE ALFEE)｣披露[53]。
- 8月25日・26日、両国国技館で行われた「佐々木彩夏ソロコンサート「AYAKA NATION 2017 in 両国国技館」」にバックダンサーとして出演[54][55]。
- 10月8日、日本工学院八王子専門学校 ～片柳記念ホールガチンコ3学園祭コンサート「ガチンコ4の3」に出演[56]。
- 10月9日、東京都・ポニーキャニオン本社1階にて開催された3B juniorスタンプカード感謝祭「わたしの十八番(おはこ)んさーと！大カラオケ大会」にて、Little Glee Monsterの放課後ハイファイブをソロで披露。
- 12月10日、東京都・よみうりランド日テレらんらんホールにて開催された3B junior 「第30回定例公演「Christmas Hug〜抱きしめてくれ Night〜」」にて、安室奈美恵の「a walk in the park」をソロで披露[57]。
- 12月31日、神奈川県・パシフィコ横浜にて開催された「ゆく桃くる桃へのカウントダウンコンサート 第1部 ガチンコ3コンサート「ガチンコ4の4」」にガチンコ3のメンバーとして出演。自身作曲の「Graduate ～それぞれの道へ～」の一部を宇宙まおと披露[58][59][60]。

### 2018年
- 3月27日、東京都・渋谷Mt.RAINIER HALL SHIBUYA PLEASURE PLEASUREにて開催された「ガチンコ3コンサート「ガチンコ4の5」」にガチンコ3のメンバーとして出演。「みんながいるから」では自身初の弾き語りを披露。また、12月に一部披露していた「Graduate ～それぞれの道へ～」のフルバージョンをVOJA-tensionと披露[61][62]。
- 5月12日・13日、サムライ・ロック・オーケストラ主催「マッスルファンタジー　オズの魔法使い」の大阪公演に出演（初演）[26]。
- 5月19日、フジテレビ本社7Fイベントスペース（フジさんのヨコ）にて「月刊アイドル祭VOL.9 ～炎の3MAN SPECIAL!!～」に奥澤村として出演後、フジテレビショップ「フジさん」の1日店長イベントにロッカジャポニカの高井千帆と共に務める。
- 5月30日、愛来、雨宮かのん、鈴木萌花、栗本柚希の4人からなるガチンコ3の配信アルバム『扉の向こう』リリース。また、『ももいろフォーク村 第84夜｢第3回ほぼたまい音楽祭｣玉井詩織生誕祭』にて、ドロシーズ(玉井詩織×高井千帆×愛来)として、｢Over The Rainbow(ジュディ・ガーランド)｣披露。またALL CASTで｢行くぜ！怪盗少女(ももいろクローバーZ)｣披露[63]。
- 6月3日、フジテレビマルチシアターにて「ガチンコ3セカンドアルバム『扉の向こう』レコ発ライブ」ガチンコ3として出演。｢ガチンコ3のテーマ(栗入り)(ガチンコ3)｣ギターで初披露。また当日、HMVエソラ池袋にて「コアラモード.『COALAMODO.2 ～街風泥棒～』発売記念合同ミニライブ」ガチンコ3として出演[64]。
- 6月23日、サムライ・ロック・オーケストラ主催「マッスルファンタジー　オズの魔法使い」の大和公演に出演[65]。
- 6月24日、横浜アリーナで行われた「佐々木彩夏ソロコンサート「AYAKA NATION 2018 in 横アリ」」にて、バックダンサーとして出演[66][67]。
- 6月30日、サムライ・ロック・オーケストラ主催「マッスルファンタジー　オズの魔法使い」の神戸公演に出演[68]。
- 7月8日、サムライ・ロック・オーケストラ主催「マッスルファンタジー　オズの魔法使い」の山梨公演に出演。
- 7月14日 - 16日、サムライ・ロック・オーケストラ主催「マッスルファンタジー　オズの魔法使い」の奈良・京都・三重公演に出演[69]。
- 7月22日、フジテレビマルチシアターにて「宇宙まお×栗もえか/ジョイントライブ（愛来入り）」出演。｢明日の幸せ(栗もえか)｣、｢スポットライト(ガチンコ3)｣、｢恋の雪(宇宙まお×栗もえか×愛来)｣3曲をギターで初演奏[70]。
- 7月28日、メットライフドームにて「STARDUST PLANET PRESENTS ～NATSUESU 2018(夏S)～」STARDUST PLANET（3B junior、奥澤村）として出演。夏Sノンストップスーパーメドレーで、みにちあ☆ベアーズ(安本彩花、椎名るか、斎藤夏鈴、内藤るな、塚本颯来、平瀬美里、高井千帆、小田垣陽菜、永山真愛、愛来)として｢みにちあ応援歌｣を1日限定復活披露[71]。
- 8月12日、フジテレビ夏イベントマイナビステージにて『奥華子×栗もえかジョイントライブ(愛来入り)」出演。｢ドカドカうるさいR&Rバンド(RCサクセション)｣、｢乙女の夏(奥華子)｣、｢明日には(栗もえかのん)｣、｢繋ぐ未来に(ガチンコ☆・ガチンコ3・栗もえか)｣4曲をギターで初演奏[72][73]。
- 8月19日、ららぽーと横浜セントラルガーデンにて「コアラモード.×栗もえかジョイントライブ(愛来入り)」出演。｢雨のち晴れのちスマイリー(コアラモード.)｣、｢弱い虫(栗もえか)｣、｢顔晴ろう(栗もえか)｣、｢七色のシンフォニー(コアラモード.)｣4曲をギターで初演奏[74] 。
- 9月15日、フジテレビマルチシアターにて「ビードローズ×栗もえかジョイントライブ(愛来入り)」出演。「扉の向こう(ガチンコ3)、「失格(橘いずみ)」、「I want to know(雨宮かのん)」、｢カリフォルニアのホテル(ビードローズ)｣、｢Sgt.Pepper's Lonely Hearts Club Band(THE BEATLES)｣5曲をギターで初演奏[75][76]。
- 9月29日、サムライ・ロック・オーケストラ主催「マッスルファンタジー　オズの魔法使い」の郡山公演に出演。新技 ”もぐり” 初披露。
- 9月30日、サムライ・ロック・オーケストラ主催「マッスルファンタジー　オズの魔法使い」の南相馬公演に出演[77] 。
- 10月7日、TSUTAYA O-Crestで行われた「道玄坂FINAL COUNTDOWN ～さよならの向こう側～」にて奥澤村活動終了[78][79]。
- 11月3日、恵比寿ザ・ガーデンホールで行われた「Cell Division ～細胞分裂～」にて3B junior活動終了。新グループアメフラっシ結成。ミクロコスモス·マクロコスモス、轟音、Dark Face オリジナル3曲を初披露[80][81][82][83]。
- 11月4日、サムライ・ロック・オーケストラ主催「マッスルファンタジー　オズの魔法使い」の熊本公演に出演[84]。
- 11月10日、白夜書房BSホールで行われた「アメフラっシ第一回熱い魂の公開げいこ」にて、アメフラっシとして｢黄金魂｣、｢Graduate ～それぞれの道へ～｣初披露。｢黄金魂｣は奥澤村時の自身のパートではなく、中村優パートで披露。また｢Graduate ～それぞれの道へ～｣はSTARDUST PLANET主催イベントとしも初披露。
- 11月13日、Mt.RAINIER HALL SHIBUYA PLEASURE PLEASUREで行われた「ガチンコ3コンサート「ガチンコ4の6」栗もえかさよならコンサート」にガチンコ3として出演。新ユニット、あいらもえか初お披露目。「snow poppins（宇宙まお with あいらもえか）」初披露[85]。
- 11月25日、つくばセンター広場で行われた「ワングーフェス」にて宇宙まお with あいらもえかとして出演。｢涙色ランジェリー(宇宙まお with 矢井田瞳)｣の矢井田瞳パートをあいらもえかが担当して披露[86]。
- 11月30日、HMVエソラ池袋で行われた「宇宙まお『電子レンジアワー』リリース記念インストアライブ」にあいらもえかとしてゲスト出演[87]。
- 12月11日、タワーレコード渋谷4Fイベントスペースで行われた「宇宙まお『電子レンジアワー』リリース記念インストアライブ」にあいらもえかとしてゲスト出演。アンコールで「Graduate ～それぞれの道へ～』を披露。
- 12月22日、サムライ・ロック・オーケストラ主催「マッスルファンタジー　オズの魔法使い」の岩手公演に出演。
- 12月24日、サムライ・ロック・オーケストラ主催「マッスルファンタジー　オズの魔法使い」の川崎公演に出演[88]。
- 12月31日、パシフィコ横浜国立大ホール マリンロビーで行われた「コアラモード.×あいらもえか/アメフラっシサロンコンサートwith VOJA-tension」出演。「ごらんください（コアラモード.）」、アメフラっシとして「七色シンフォニー（コアラモード.)、「明後日の方向へ走れ（アメフラっシ）」披露。「キミみたく（あいらもえか）」をギターで初演奏[89]。

### 2019年
- 1月26日、フジテレビマルチシアターで行われた「コアラモード.×あいらもえか/アメフラっシジョイントライブwith VOJA-tension」出演。「失格（橘いずみ）」をあいらもえかでギター初演奏。「繋ぐ未来に（ガチンコ3/ガチンコ☆）」でアルペジオ初披露[90]。
- 2月21日、duo MUSIC EXCHANGEで行われた「宇宙まお『電子レンジアワー』Release Special Live」にあいらもえかとしてゲスト出演[91][92][93]。
- 2月23日、サムライ・ロック・オーケストラ主催「マッスルファンタジー　オズの魔法使い」の仙台公演に出演[94]。
- 3月9日、サムライ・ロック・オーケストラ主宰「マッスルファンタジー　オズの魔法使い」の沖縄公演（千穐楽）にゲスト出演。ロッカジャポニカの高井千帆と共にマンチキン、マッスルレディ、ドロシーの3役に出演[95]。
- 3月28日、フジテレビマルチシアターで行われた「あいらもえか ふたり舞台」出演。初のあいらもえか単独コンサート。新曲、「僕の一日（あいらもえか）」をギターで初披露（愛来作詞）[96]。
- 5月11日、フジテレビマルチシアターで行われた「あいらもえか ふたり舞台」出演。6月28日に開催される「ON A ROLL Vol.5」出演における選曲の参考の為、来場者にセットリスト採点用紙が配られた。
- 5月16日、Mt.RAINIER HALL SHIBUYA PLEASURE PLEASUREで行われた「ガチンコ3×ガチンコ☆コンサート「ガチンコ3の7」」にガチンコ3として出演。雨宮かのんがガチンコ3引退の為、最初で最後のガチンコ☆とのジョイントコンサートとなり、ゲストもコアラモード.、清塚信也、宇宙まお、榊いずみ、尾崎亜美、恩田快人、TAKUYA、カジヒデキ、宗本康兵、長崎祥子、佐藤亙、太田雄大と豪華なものとなった[97]。
- 6月、フジテレビマルチシアターで行われた「あいらもえか ギブソン×マーチン初舞台」出演。栗本柚希から預かったギター(ギブソン・ハミングバード)で初演奏。「17歳のブルー(ガチンコ3)」をギターで初披露。またアンコールではあいらもえかにHKT48の坂本愛玲菜（key＆Vo）を加えたガチンコ3/5を初お披露目。「空耳ロック（HKT48)」、「もっと、きっと(ガチンコ☆)」2曲をギターで初演奏[98]。
- 6月24日、横浜アリーナで行われた「佐々木彩夏ソロコンサート「AYAKA NATION 2019 in Yokohama Arena」」バックダンサーとして出演。またオープニングアクトでアメフラっシとして出演[99][100][101]。
- 6月28日、渋谷 7th FLOORで行われた「ON A ROLL Vol.5」にあいらもえかとして出演。あいらもえかとして初の対バンイベント出演。「ぼくは悪くない(雨宮かのん)」、「オンナのコ(ガチンコ3)」をギターで初披露[102][103]。
- 7月20日、Zepp TOKYOで行われた「『僕らの音楽』presents 武部聡志 ピアノデイズ」にあいらもえかとして出演。「真冬のメモリーズ(松たか子)」、「巻き戻した夏（あいらもえか）」、「アイストーリー（あいらもえか）」を披露。またALL CASTで「CHE.R.RY（YUI)を披露。「アイストリー」は愛来作詞、武部聡志作曲の新曲[104][105]。
- 8月17日 - 26日、明治座で行われた「ももクロ一座特別公演」に見習い女中役として内藤るな、高井千帆、平瀬美里、大平ひかると共に出演[106][107][108][109]。
- 9月29日、フジテレビマルチシアターで行われた「あいらもえか ふたり舞台」出演。「君の夢は僕の夢(ガチンコ3)」、「真冬のメモリーズ(松たか子)」、「巻き戻したい夏(あいらもえか)」３曲をギターで初演奏[110][111]。
- 10月25日、shibuya eggmanにて行われた「ON A ROLL vol.8」にあいらもえかとして出演。｢なんだったんだろう（あいらもえか）｣を作曲者、有澤百華と3人で初披露&演奏[112]。
- 11月24日、福島県浪江町で行われた「復興なみえ町十日市祭」にて浪江女子発組合を発表＆初お披露目。メンバーは佐々木彩夏、内藤るな、高井千帆、市川優月、小島はな、鈴木萌花、愛来の7人で佐々木彩夏は総合プロデューサーも努める[113][114]。
- 11月29日、渋谷TAKEOFF7で行われた宇宙まお主催「宇宙ツアーズvol.8 ～いちご抜きショートケーキ～」にあいらもえかとしてゲスト出演[115][116]。
- 12月8日、福島県浪江町サンシャインなみえにて行われた、浪江女子発組合「第1回定期大会」で、新曲「あるけあるけ」を初披露[117][118]。
- 12月14日、西武園ゆうえんちにて行われた「「未来戦士」～大平ひかるラストライブ～」にアメフラっシとして出演。この公演にて大平ひかるアメフラっシ卒業につき5人での活動終了。
- 12月15日、神田明神ホールにて行われた「アメフラっシワンマンライブ」にアメフラっシとして出演。この日より4人での再スタート。新曲「雑踏のなかで」初披露、また「Fragile Stars」もアメフラっシとしては初披露。「未知とのSo Good!!」にも参加することとなった[119][120][121]。
- 12月16日、LOFT9 sibuyaにて行われた「渋谷LOFT9アイドル倶楽部vol.11」にスタプラメンバーとして、伊達花彩、藤田愛理、桜井美里、播磨怜奈、希山愛、高井千帆、高城れにと共に出演。
- 12月25日、さいたまスーパーアリーナで行われた「ももいろクリスマス2019 ～真冬のミラーボール～」のサテライトパーク「堀アキラパート2」にてアメフラっシとして出演。「あんた飛ばしすぎ！！(ももいろクローバーZ)」をアメフラっシ用に歌詞を変えて初披露[122][123]。

### 2020年
- 1月13日、白夜書房BSホールで行われた「愛来17才お誕生日会＆大新年会」の1部、愛来17才お誕生日を自己プロデュース。「手紙 ～愛するあなたへ～(藤田麻衣子)」を初のピアノ弾き語りで披露。「HAPPY LOOPER(奥澤村)」をアメフラっシで初披露[124]。
- 1月19日、横浜アリーナで行われた「『ミューコミプラス』 presets スタプラアイドルフェスティバル ～今宵、シンデレラが決まる～」にアメフラっシとして出演。シンデレラ決定戦は「ナナイロダンス(たこやきレインボー)のA-2パートを担当[125][126]。
- 1月25日、福島県浪江町サンシャインなみえにて行われた、浪江女子発組合「第2回定期大会」に出演。浪江女子発組合で「あの空へ向かって(ももいろクローバーZ)」を披露。自身は落ちサビの百田夏菜子パートを担当[127][128]。
- 2月4日、Mt.RAINIER HALL SHIBUYA PLEASURE PLEASUREで行われた「GuuGoo Music presents あいらもえかコンサート「ガチンコ2の8」」に出演。あいらもえか初のバンド編成。「君の笑顔に会うために(ガチンコ3)」、「ろうそく(栗もえか)」、「わたし（愛来）」3曲をギターで初演奏。鈴木萌花の誕生日前日で作詞曲全曲披露[129][130]。
- 2月15日、福島県浪江町サンシャインなみえにて行われた、浪江女子発組合「第3回定期大会」に出演。新曲「ミライイロの花」を初披露。バレンタインデー翌日で終演後のお見送りの際に手ぬぐい＆チョコレートを配われた[131]。
- 2月21日 - 3月27日、BS日テレ放送、ももクロと行く!の石川県編、高城れに回に、山本花織と共にゲスト出演[132]。
- 3月9日、VR生配信番組『高城れにの大感さ祭♡ （だいかんさしゃい）』に、アメフラっシ、浪江女子発組合として出演。
- 3月18日 - 22日、CBGKシブゲキ!!にて行われた、五反田タイガー7th Stage「WORKERANTSと働かないアリ」（全8公演）に女郎蜘蛛、パーシー役で舞台出演[133][134]。
- 4月1日、『めざましテレビ』（フジテレビ系列）のコーナー「イマドキ」にイマドキガールとして初出演[135]。
- 4月5日、YouTube生配信番組『チャレンジ！推し売りプラネット！ ～アイドルも家にいろ！～』に、アメフラっシ、浪江女子発組合として出演[136]。
- 5月16日、アメフラっシ、ニューシングル『AMEFURASSHI LIMITED EDITION Vol.7』発売記念を初のインターネットサイン会で行った。12時からと16時からの2回。12時からの回に小島はなと2人で出演[137][138]。
- 6月20日、ニコニコ生放送【CH2】『ONLINE YATSUI FESTIVAL! 2020 DAY1』に浪江女子発組合として出演。
- 7月12日、GYAO!生配信Live「佐々木彩夏「A-CHANNEL」」にバックダンサーとしてCROWN POPと共にアメフラっシとして出演[139][140]。
- 7月23日、ニッポン放送『ホリデースペシャル　スタプラアイドル』ラジオに出演。
- 8月15日、東京都・よみうりランド日テレらんらんホールにて開催された「アメフラっシ　RUN! RUN! LIVE! 2020」に出演。昨今の新型コロナウイルスの影響のある中での181日ぶりの有観客ライブ[141][142][143]。
- 8月16日、TikTok生配信Live「『僕らの音楽』presents「武部聡志 ピアノデイズ」×MEET YOUR MUSIC supported by TikTok」にあいらもえかとして出演。新曲「サイン」を初披露。作詞は自身で作曲はMiyuu[144]。
- 8月20日、Periscope生配信「第1回浪江女子発組合会議」に出演[145]。
- 9月9日、オンライン配信、リーディング公演 「さよならの幕開け」に安藤真子役で出演[146]。。
- 10月4日、オンライン配信、「TOKYO IDOL FESTIVAL オンライン2020」に、アメフラっシ、浪江女子発組合として出演。また佐々木彩夏のバックダンサーとして出演[147][148][149]。
- 11月9日、はるえ商店にて、愛来18th生誕記念商品「"Drar you " Offcial Mask」販売[150]。

### 2021年
- 1月13日、日本テレビ『ウチの娘は、彼氏ができない‼︎』に出演。ドラマ初出演[151]。
- 6月7日、アパレルブランド「WIND AND SEA」のモデルを飾る[152][153][154][155][156][157][158]。
- 7月10日 - 18日、こくみん共済coopホール/スペースゼロで行われた、劇団TEAM-ODAC第36回公演【15周年記念公演】「浦安鉄筋家族 ～子ども大戦争～」に菊池あかね役で舞台出演[159]。
- 10月6日、舞台「さよならの幕開け」安藤真子役で舞台出演[160]。
- 10月7日、『夕刊フジ』に掲載。
- 11月15日、YouTube番組『柚姫の部屋』に出演[161]。
- 12月31日、日本武道館で行われた「第5回ももいろ歌合戦～届け！希望の彼方へ～」に浪江女子発組合として出演。最強アイドルメドレー2021では「根も葉もRumor（AKB48)」を（佐々木彩夏、坂本遥奈、アメフラっシ、三田美吹、田中咲帆、柏木ひなた、桜木心菜、伊達花彩、庄司芽生、鈴木あゆ、小山星流、関根梓）カバー。「Ride ontime（MAX (音楽グループ) ）」や「人生はひとつ　でも一度じゃない（吉田栄作）」のバックダンサーとして出演[162]。

### 2022年
- 1月8日、Studio Freedomで行われた生誕イベント「Birthday Party AIRAIVE 2022 ～愛来 19th Birthday Party～」に出演。奥澤村での自身ソロ曲「Be MYSELF（中島愛）」のカバーやあいらもえか復活、「KILL THIS LOVE（BLACKPINK）」のダンスカバーなど自身での演出[163][164]
- 2月26日、TikTok個人アカウント開設[165]。
- 3月5日、マイナビ進学モデルに決定[166][167][168]。
- 5月14日、「Rakuten GirlsAward 2022 SPRING/SUMMER」にTikTok コラボイベント「#私の推しをガルアワに」受賞者として出演[169][170][171]。
- 5月19日 - 31日、原宿マイナビビジョンにてマイナビ進学CMを放送。
- 7月7日、CM「TOKIUMインボイス」公開。
- 9月22日、「OLIVE des OLIVE」のAWイメージモデルに就任[172][173][174][175][176][177][178]。
- 10月7日、XEBIO×アディダス 2022F/W 「WHICH IS YOUR STYLE？」 のキャンペーンモデルに就任[179][180]。
- 12月9日、白金高輪SELENE b2で行われた「愛来生誕祭 “Birthday Party AIRAIVE 2022〜2nd time〜” 」に出演[181]。
- 12月11日、アパレルブランド“REDYAZEL”のモデルに就任[182]。
- 12月13日、「SUIT SELECT×Samantha Beauty Project」のイメージキャラクターに就任[183]。
- 12月31日、日本武道館で行われた「第6回ももいろ歌合戦」に出演[184]。

### 2023年
- 1月14日、横浜アリーナで行われた「スタプラアイドルフェスティバル～今宵、シンデレラグループが決まる～」の「オリジナルダンスチャレンジ」種目で優勝[185]。
- 5月14日、『オールスター合唱バトル』（フジテレビ系列）に初出演[186][187]。
- 7月31日、『Platinum FLASH vol.23』に掲載[22]。
- 8月4日、FINEBOYS Onlineにインタビュー掲載[30]。
- 8月7日、IDOL RUNWAY COLLECTION　Supported by TGC「TikTok STAGE」に出演。
- 8月25日、『オオカミ少年「ハマダ歌謡祭」』（TBS系列）に初出演[188]。
- 10月25日、『浜ちゃんが!』（読売テレビ）に初出演[189]。
- 11月11日、浪江町・道の駅なみえ特設会場にて開催された「浪江女子発組合「～全曲やります!!～浪女大納会2023」」をもって、他のAMEFURASSHIメンバーと共に浪江女子発組合を卒業した[190][191]。
- 11月21日、『ヒューマングルメンタリー オモウマい店』（日本テレビ系列（中京テレビ制作））に初出演[192]。
- 12月28日、『オールスター合唱バトル』（フジテレビ系列）に出演[193]。

### 2024年
- 1月23日、『週刊アスキー電子版 No.1475』に表紙掲載[194]。一般雑誌（電子版）の初ソロ表紙となる[注 5]。
- 2月20日、『CAPA 2024年3月号』に表紙掲載[195]。一般雑誌（紙媒体）の初ソロ表紙となる[注 5]。
- 5月8日、『週刊少年サンデー 2024年24号』に表紙、グラビア掲載[196]。少年雑誌の初ソロ表紙となる。
- 7月14日、『オールスター合唱バトル』（フジテレビ系列）に小島はなと共に出演[197]。
- 12月29日、『オールスター合唱バトル』（フジテレビ系列）に小島はなと共に出演[198]。

### 2025年
- 1月28日、『ラヴィット!』（TBS系列）に初出演。小島はなと共に出演した[199]。
- 3月26日、2020年4月より担当していた『めざましテレビ』（フジテレビ系列）のイマドキガールとしての最終出演日となった[200]。

## 出演
※グループまたはユニットとしての出演および作品は、「みにちあ☆ベアーズ」、「KAGAJO☆4S」、「3B junior」、「奥澤村」、「ガチンコ3（あいらもえか）」、｢AMEFURASSHI｣、「浪江女子発組合」の項を参照のこと。

### テレビ
- ももクロChan〜Momoiro Clover Z Channel〜（テレビ朝日）
  - 「第5回ペンタゴンダービー」（2017年3月7日・14日）
  - 「第4回っぽいキング決定戦」（2017年5月2日・9日・16日・23日・6月7日）
  - 「第6回ペンタゴンダービー」（2017年6月27日・7月4日）
- めざましテレビ（2020年4月1日[135] - 2025年3月26日[200]、フジテレビ系列） - イマドキガールとして不定期出演[21][201][202]
- オールスター合唱バトル（2023年5月14日[186]、12月28日[193]、2024年7月14日[注 6][203]、12月29日[注 6][198]、フジテレビ系列）
- オオカミ少年「ハマダ歌謡祭」（2023年8月25日[188]、10月13日[204]、12月8日[205]、2024年2月9日[206]、10月25日[207]、TBS系列）
- 浜ちゃんが!（2023年10月25日、読売テレビ）[189]
- ヒューマングルメンタリー オモウマい店（2023年11月21日、日本テレビ系列（中京テレビ制作））[192]
- ラヴィット!（2025年1月28日[注 6]、TBS系列）[199]
- 夜明けのラヴィット!（2025年2月1日[注 6]、TBS系列）[208]

### テレビドラマ
- ウチの娘は、彼氏が出来ない!!第1話（2021年1月13日、日本テレビ）[209]

### BS・CS放送
- 清塚信也のガチンコ3B junior（2016年4月28日 - 2017年10月26日、フジテレビNEXT）→清塚信也のガチンコスターダストプラネット（2017年10月26日 - 2018年4月9日、フジテレビNEXT）- アシスタントMC→コアラモード.小幡康裕のガチンコスターダストプラネット（2018年4月9日 - 2023年3月16日、フジテレビNEXT）- アシスタントMC
- ももクロと行く! 〜スターダストプロモーションのアイドルたちが日本全国制覇をしちゃう旅〜（BS日テレ）
  - 「れにちゃんと行く！石川県編」（2020年2月28日・3月6日・20日・27日・（アンコール放送7月18日））[210]
  - 「ももクロと行く！おすそ分けベストセレクション！　後編」（2020年5月23日）[211]
  - 「ももクロと行く！スピンオフ編」（2020年6月13日）[212]
  - 「ももクロと行く！おすそ分けヒットアワード」（2021年1月9日・（アンコール放送1月30日））[213]

### インターネットメディア
- 朝恋days-きっとカワイイ！FRESH GIRL（2020年6月8日 - 12日、B.L.T.web）[214]
- 「愛来」の10のコト（2020年4月10日、STARDUST WEB）[215]
- やかんとアイドル（2023年4月13日 - 17日、5月23日、2024年2月1日 - 2日、2月12日、2月26日 - 3月1日、3月4日 - 8日、3月11日、YouTube）
- 愛来『5秒で答えろ！1問1答』に挑戦！（2023年7月27日、STARDUST WEB）[216]

### ラジオ
- 超ときめき♡STYLE（2024年1月28日、2月11日、ニッポン放送）[217]

### CM
- プリキュアチョコ イチゴボール（2012年）
- マクドナルド ハッピーセット（2012年）
- UHA味覚糖「特濃ミルク8.2」（2021年）[218]
- TOKIUMインボイス（2022年7月7日 - ） - 「出動」篇[219]、「発足」篇[220] 、「こんな時」篇[221]、「総帥登場」篇[221]ほか
- マイナビ「マイナビ進学」（2022年3月 - 2024年2月） - CM[222]、WEB広告 など

### 映画
- グレイトフルデッド（2014年11月1日公開）- 主人公・冴島ナミの少女時代 役[25]
- 青春ゲシュタルト崩壊（2025年6月13日公開、ナカチカピクチャーズ） - 朋美 役[223][224][225]

### 舞台
- サムライ・ロック・オーケストラ「マッスルファンタジー ｢オズの魔法使い」」（2018年5月 - 2019年3月、14公演）- ドロシー 役[226]
- 明治座 ももクロ一座特別公演 第一部「大江戸娯楽活劇 姫はくノ一」（2019年8月17日 - 26日、全13ステージ）- 見習い女中 役
- 五反田タイガー 7th Stage「WORKER ANTS と 働かないアリ」（2020年3月18日 - 22日、全8公演）- パーシー 役[227]（鈴木萌花と出演）
- オンライン配信、リーディング公演 「さよならの幕開け」（2020年9月9日）- 安藤真子 役[228]
- 劇団TEAM-ODAC第37回本公演【15周年記念公演】 「浦安鉄筋家族〜子ども大戦争〜」（2021年7月10日 - 18日、10公演）- 菊池あかね 役[229]
- 舞台「さよならの幕開け」（2021年10月6日 - 10日、全7公演）- 安藤真子 役[160]

### モデル
- さが美きもの文化学苑 藤沢教室主催「きものファッションショー」（2012年12月8日）
- ニッセン なかよし共和国 2013年春号
- WIND AND SEA × nesutwell コラボコレクション（2021年6月）[230]
- OLIVE des OLIVEのAW（2022年9月22日 - ） - イメージモデル
- XEBIO×アディダス 2022F/W 『WHICH IS YOUR STYLE？』（2022年10月7日 - ） - キャンペーンモデル
- アパレルブランド「REDYAZEL」（2022年12月11日）
- SUIT SELECT×Samantha Beauty Project（2022年12月13日）- イメージキャラクター[231]
- マイナビ「マイナビ進学」（2022年3月 - 2024年2月） - CM[222]、WEB広告 など
- マイム「卒業袴カタログ」（2022年4月 - ）
- GirlsAward
  - Rakuten GirlsAward 2022 SPRING/SUMMER（2022年5月14日、幕張メッセ） - TikTok コラボイベント「#私の推しをガルアワに」受賞者として出演[232]
  - Rakuten GirlsAward 2024 SPRING/SUMMER（2024年5月3日、国立代々木競技場 第一体育館）[233]
  - Rakuten GirlsAward 2025 SPRING/SUMMER（2025年5月3日、国立代々木競技場第一体育館）[234]
- IDOL RUNWAY COLLECTION Supported by TGC（2023年8月7日、国立代々木競技場 第二体育館） - 「TikTok STAGE」に出演

### イベント
- 渋谷LOFT9アイドル倶楽部（2019年10月21日（vol.9）、12月16日（vol.11）、LOFT9 Shibuya）

## 書籍

### デジタル写真集
- 週刊プレイボーイデジタル写真集『ポラリス』（2023年6月20日、集英社）[235][28]
- スピ/サン グラビアフォトブック デジタルフォトブック『愛来　雨上がり愛し』（2024年5月27日、小学館）[236][237]

### 雑誌（WEB掲載含む）
- 『SCHOOL GIRLS BOOK 2015 capital side』（2015年10月15日、東京ニュース通信社）
- 『グラビアザテレビジョンvol.47』（2016年9月7日、KADOKAWA）62 - 65ページ
- 『3B junior 原色図鑑』（※ 6P（三つ折りA4サイズ）のリーフレット）（2016年10月31日（2016 OCTOBER）（表紙：愛来）[238]、2018年3月15日（2018 MARCH）（表紙：愛来＆市川優月）[239]、HUSTLE PRESS）（※ HUSTLE PRESSのオンラインショップでのみ購入可能。）
- 『BIG ONE GIRLS 2017年9月号』（2017年7月31日、ジャパンプリント）56 - 57ページ
- 『ar 2019年2月号』（2019年1月12日、主婦と生活社）200 - 201ページ[240]
- 『OVERTURE No.020』（2019年9月27日、徳間書店）55 - 59ページ[241]
- 『BOMB 2020年8月号』（2020年7月9日、ワン・パブリッシング）91ページ[242]
- 『IDOL AND READ 028』（2021年8月25日、シンコーミュージック）124 - 139ページ[243]
- 『週刊少年チャンピオン 2023年31号』（2023年6月29日、秋田書店）（インタビュー）[244]
- 『FINEBOYS 2023年8月号』（2023年7月7日、日之出出版）（インタビュー）[245]
- 『Platinum FLASH vol.23』（2023年7月31日、光文社）（グラビア）[246]
- 『FRIDAY 2023年11月3日号』（2023年10月20日、講談社）（インタビュー）[247]
- 『smart Web』（2023年11月9日、11月23日、12月23日、宝島社）[248]
- 『ガラスガール』（2023年11月10日（カバーガール）、12月12日、ショートカット8）[249]
- 『GetNavi web』（2024年1月12日、ワン・パブリッシング）[250][251]
- 『週刊アスキー電子版』（2024年1月23日（No.1475）（表紙）[194]、1月30日（No.1476）（表紙）[252]、KADOKAWA）
- 『CAPA 2024年3月号』（2024年2月20日、ワン・パブリッシング）（表紙）[195][253]
- 『週アス2024March』（2024年2月28日、KADOKAWA）（表紙）[254]
- 『BRODY 2024年6月号』（2024年4月23日、白夜書房）（グラビア）[255]
- 『週刊少年サンデー 2024年24号』（2024年5月8日、小学館）（表紙＋グラビア）[196][236]